# Шабаш (острів)
Шабаш — острів в Кілійському гирлі річки Дунай в Ізмаїльському районі Одеської області.
Відділяється від найближчого острова Прорвін гирлом Прорва. Острів поділений на частини меншим гирлом - З'єднувальним.
Належить до вторинної дельти річища Дунаю. 
Входить до складу Дунайського біосферного заповідника.

## Географія
Острів є частиною Вилківської міської об'єднаної громади. 
Острів ма Шабаш має блюдцеподібну форму із болотяно-очеретяною серединою та лісовою смугою навкруги.

## Рослинність
На території острову Шабаш знаходяться значні площі очерету, який заготовляється для подальшого експорту в європейські країни.